# 30 TCN
Năm 30 TCN là một năm trong lịch Julius. 

## Mất
- 1 tháng 8, Marcus Antonius